# Мінг-Урік (станція метро)
41°17′56″ пн. ш. 69°16′22″ сх. д. / 41.29889° пн. ш. 69.27278° сх. д.
«Мінг-Урік» (узб. Ming O’rik — «Тисяча урючин») — кінцева станція Юнусободської лінії Ташкентського метрополітену. Наступна станція — «Юнус Раджабі». Відкрита 26 жовтня 2001 у складі першої черги.
Пересадка на станцію «Ойбек» Узбекистонської лінії — перехід завдовжки 140 м
Колонна трипрогінна станція мілкого закладення з двома підземними вестибюлями.
Оздоблена світлим мармуром.

## Ресурси Інтернету
- Мінг Урік (станція метро)